# Bibuła (papier)
Bibuła — zwyczajowe określenie cienkiego wyrobu papierniczego charakteryzującego się dobrymi właściwościami chłonnymi, produkowanego w gramaturze 65-250 g/m². Wykorzystuje się ją:
- do sączenia,
- do produkcji filtrów powietrza, filtrów olejów, filtrów materiałów pędnych,
- do produkcji pochłaniaczy w maskach pyłochłonnych i dymochłonnych,
- do produkcji wyrobów tytoniowych
- do suszenia tekstów napisanych atramentem lub tuszem.
- do dekorowania